# Wikstroemia villosa
Wikstroemia villosa (còn gọi là niệt dó lông) là một loài thực vật thuộc họ Thymelaeaceae. Đây là loài đặc hữu của hòn đảo Maui ở Hawaiʻi, nhưng đã tuyệt chủng do mất môi trường sống.